# Michael O'Reilly
Michael O'Reilly (Clonmel, 30 de abril de 1993) es un deportista irlandés que compitió en boxeo.
Ganó una medalla de bronce en el Campeonato Mundial de Boxeo Aficionado de 2015, en el peso medio. En los Juegos Europeos de Bakú 2015 obtuvo una medalla de oro en el mismo peso.

## Palmarés internacional
| Campeonato Mundial | Campeonato Mundial | Campeonato Mundial | Campeonato Mundial |
| Año                | Lugar              | Medalla            | Categoría          |
| ------------------ | ------------------ | ------------------ | ------------------ |
| 2015               | Doha (Catar)       | Medalla de bronce  | 75 kg              |
| Juegos Europeos    |                    |                    |                    |
| Año                | Lugar              | Medalla            | Categoría          |
| 2015               | Bakú (Azerbaiyán)  | Medalla de oro     | 75 kg              |